# Northern blot
Northern blot (termen bildad i analogi med Southern blot) är en molekylärbiologisk metod som används för att undersöka mängden av en viss mRNA-molekyl, vilket motsvarar hur mycket genen uttrycks på RNA-nivå. Northern blot utförs enligt samma principer som Southern blot, men med RNA istället för DNA. Northern blot är en viktig teknik för att bestämma i hur hög grad en viss gen finns uttryckt i en viss vävnad. Under 2000-talet har den dock fått konkurrens av kvantitativ direktanalyserad PCR, en PCR-baserad teknik med samma syfte.